# Coppa del Mondo di sci alpino 2011
La Coppa del Mondo di sci alpino 2011 fu la quarantacinquesima edizione della manifestazione organizzata dalla Federazione Internazionale Sci; ebbe inizio il 23 ottobre 2010 a Sölden, in Austria, e si concluse il 20 marzo 2011 a Lenzerheide, in Svizzera. Nel corso della stagione si tennero a Garmisch-Partenkirchen i Campionati mondiali di sci alpino 2011, non validi ai fini della Coppa del Mondo, il cui calendario contemplò dunque un'interruzione nel mese di febbraio.
In campo maschile furono disputate 36 delle 39 gare in programma (9 discese libere, 6 supergiganti, 6 slalom giganti, 10 slalom speciali, 1 combinata, 3 supercombinate, 1 slalom parallelo), in 19 diverse località. Il croato Ivica Kostelić si aggiudicò sia la Coppa del Mondo generale, sia quelle di slalom speciale e di combinata; lo svizzero Didier Cuche vinse le Coppe di discesa libera e di supergigante e lo statunitense Ted Ligety quella di slalom gigante. Carlo Janka era il detentore uscente della Coppa generale.
In campo femminile furono disputate 33 delle 38 gare in programma (8 discese libere, 6 supergiganti, 6 slalom giganti, 9 slalom speciali, 3 supercombinate, 1 slalom parallelo), in 18 diverse località. La tedesca Maria Riesch si aggiudicò la Coppa del Mondo generale; la statunitense Lindsey Vonn vinse le Coppe di discesa libera, di supergigante e di combinata, la tedesca Viktoria Rebensburg quella di slalom gigante e l'austriaca Marlies Schild quella di slalom speciale. La Vonn era la detentrice uscente della Coppa generale.
Per la sesta stagione consecutiva, in occasione delle finali di Lenzerheide, fu disputata una gara a squadre mista valida per l'assegnazione della Coppa delle Nazioni.

## Uomini

### Risultati
| Data             | Località              | Nazione     | Pista                          | Spec. | Primo                              | Secondo                           | Terzo                    |
| ---------------- | --------------------- | ----------- | ------------------------------ | ----- | ---------------------------------- | --------------------------------- | ------------------------ |
| 24 ottobre 2010  | Sölden                | Austria     | Rettenbach                     | GS    | annullata                          | annullata                         | annullata                |
| 14 novembre 2010 | Levi                  | Finlandia   | Levi Black                     | SL    | Jean-Baptiste Grange               | André Myhrer                      | Ivica Kostelić           |
| 27 novembre 2010 | Lake Louise           | Canada      | Men’s Olympic Downhill         | DH    | Michael Walchhofer                 | Mario Scheiber Aksel Lund Svindal |                          |
| 28 novembre 2010 | Lake Louise           | Canada      | Men’s Olympic Downhill         | SG    | Tobias Grünenfelder                | Carlo Janka                       | Romed Baumann            |
| 4 dicembre 2010  | Beaver Creek          | Stati Uniti | Birds of Prey                  | SG    | Georg Streitberger                 | Adrien Théaux                     | Didier Cuche             |
| 5 dicembre 2010  | Beaver Creek          | Stati Uniti | Birds of Prey                  | GS    | Ted Ligety                         | Kjetil Jansrud                    | Marcel Hirscher          |
| 11 dicembre 2010 | Val-d'Isère           | Francia     | La face de Bellevarde          | GS    | Ted Ligety                         | Aksel Lund Svindal                | Massimiliano Blardone    |
| 12 dicembre 2010 | Val-d'Isère           | Francia     | La face de Bellevarde          | SL    | Marcel Hirscher                    | Benjamin Raich                    | Steve Missillier         |
| 17 dicembre 2010 | Val Gardena           | Italia      | Saslong                        | SG    | Michael Walchhofer                 | Stephan Keppler                   | Erik Guay                |
| 18 dicembre 2010 | Val Gardena           | Italia      | Saslong                        | DH    | Silvan Zurbriggen                  | Romed Baumann                     | Didier Cuche             |
| 19 dicembre 2010 | Alta Badia            | Italia      | Gran Risa                      | GS    | Ted Ligety                         | Cyprien Richard                   | Thomas Fanara            |
| 29 dicembre 2010 | Bormio                | Italia      | Stelvio                        | DH    | Michael Walchhofer                 | Silvan Zurbriggen                 | Christof Innerhofer      |
| 2 gennaio 2011   | Monaco di Baviera     | Germania    | Olympiapark                    | PR    | Ivica Kostelić                     | Julien Lizeroux                   | Bode Miller              |
| 6 gennaio 2011   | Zagabria Sljeme       | Croazia     | Crveni Spust                   | SL    | André Myhrer                       | Ivica Kostelić                    | Mattias Hargin           |
| 8 gennaio 2011   | Adelboden             | Svizzera    | Chuenisbärgli                  | GS    | Cyprien Richard Aksel Lund Svindal |                                   | Thomas Fanara            |
| 9 gennaio 2011   | Adelboden             | Svizzera    | Chuenisbärgli                  | SL    | Ivica Kostelić                     | Marcel Hirscher                   | Reinfried Herbst         |
| 14 gennaio 2011  | Wengen                | Svizzera    | Lauberhorn Männlichen/Jungfrau | SC    | Ivica Kostelić                     | Carlo Janka                       | Aksel Lund Svindal       |
| 15 gennaio 2011  | Wengen                | Svizzera    | Lauberhorn                     | DH    | Klaus Kröll                        | Didier Cuche                      | Carlo Janka              |
| 16 gennaio 2011  | Wengen                | Svizzera    | Männlichen/Jungfrau            | SL    | Ivica Kostelić                     | Marcel Hirscher                   | Jean-Baptiste Grange     |
| 21 gennaio 2011  | Kitzbühel             | Austria     | Streifalm                      | SG    | Ivica Kostelić                     | Georg Streitberger                | Aksel Lund Svindal       |
| 22 gennaio 2011  | Kitzbühel             | Austria     | Streif                         | DH    | Didier Cuche                       | Bode Miller                       | Adrien Théaux            |
| 23 gennaio 2011  | Kitzbühel             | Austria     | Ganslern                       | SL    | Jean-Baptiste Grange               | Ivica Kostelić                    | Giuliano Razzoli         |
| 23 gennaio 2011  | Kitzbühel             | Austria     | Streif Ganslern                | KB    | Ivica Kostelić                     | Silvan Zurbriggen                 | Romed Baumann            |
| 25 gennaio 2011  | Schladming            | Austria     | Planai                         | SL    | Jean-Baptiste Grange               | André Myhrer                      | Mattias Hargin           |
| 29 gennaio 2011  | Chamonix              | Francia     | La Verte des Houches           | DH    | Didier Cuche                       | Dominik Paris                     | Klaus Kröll              |
| 30 gennaio 2011  | Chamonix              | Francia     | La Verte des Houches           | SC    | Ivica Kostelić                     | Natko Zrnčić-Dim                  | Aksel Lund Svindal       |
| 5 febbraio 2011  | Hinterstoder          | Austria     | Hannes Trinkl                  | SG    | Hannes Reichelt                    | Benjamin Raich                    | Bode Miller              |
| 6 febbraio 2011  | Hinterstoder          | Austria     | Hannes Trinkl                  | GS    | Philipp Schörghofer                | Kjetil Jansrud                    | Carlo Janka              |
| 26 febbraio 2011 | Bansko                | Bulgaria    | Banderica                      | SC    | Christof Innerhofer                | Felix Neureuther                  | Thomas Mermillod Blondin |
| 27 febbraio 2011 | Bansko                | Bulgaria    | Banderica                      | SL    | Mario Matt                         | Reinfried Herbst                  | Jean-Baptiste Grange     |
| 5 marzo 2011     | Kranjska Gora         | Slovenia    | Podkoren                       | GS    | Carlo Janka                        | Alexis Pinturault                 | Ted Ligety               |
| 6 marzo 2011     | Kranjska Gora         | Slovenia    | Podkoren                       | SL    | Mario Matt                         | Axel Bäck Nolan Kasper            |                          |
| 11 marzo 2011    | Lillehammer Kvitfjell | Norvegia    | Olympiabakken                  | DH    | Beat Feuz                          | Erik Guay                         | Michael Walchhofer       |
| 12 marzo 2011    | Lillehammer Kvitfjell | Norvegia    | Olympiabakken                  | DH    | Michael Walchhofer                 | Klaus Kröll                       | Beat Feuz                |
| 13 marzo 2011    | Lillehammer Kvitfjell | Norvegia    | Olympiabakken                  | SG    | Didier Cuche                       | Klaus Kröll                       | Joachim Puchner          |
| 16 marzo 2011    | Lenzerheide           | Svizzera    | Silvano Beltrametti            | DH    | Adrien Théaux                      | Joachim Puchner                   | Aksel Lund Svindal       |
| 17 marzo 2011    | Lenzerheide           | Svizzera    | Silvano Beltrametti            | SG    | annullata                          | annullata                         | annullata                |
| 18 marzo 2011    | Lenzerheide           | Svizzera    | Silvano Beltrametti            | GS    | annullata                          | annullata                         | annullata                |
| 19 marzo 2011    | Lenzerheide           | Svizzera    | Silvano Beltrametti            | SL    | Giuliano Razzoli                   | Mario Matt                        | Felix Neureuther         |

Legenda:

DH = discesa libera

SG = supergigante

GS = slalom gigante

SL = slalom speciale

KB = combinata

SC = supercombinata

PR = slalom parallelo

### Classifiche

#### Generale

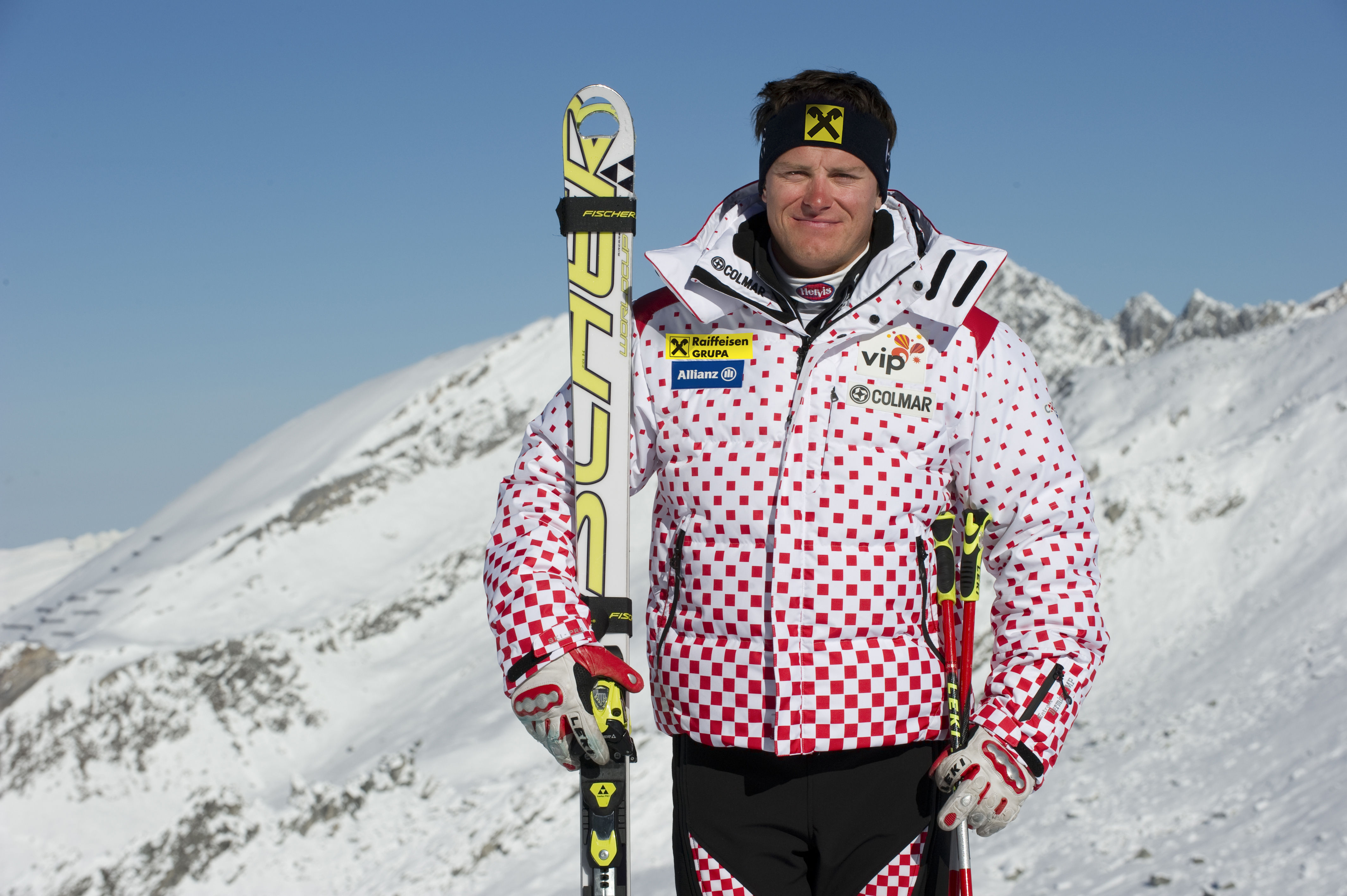
Ivica Kostelić nel 2010

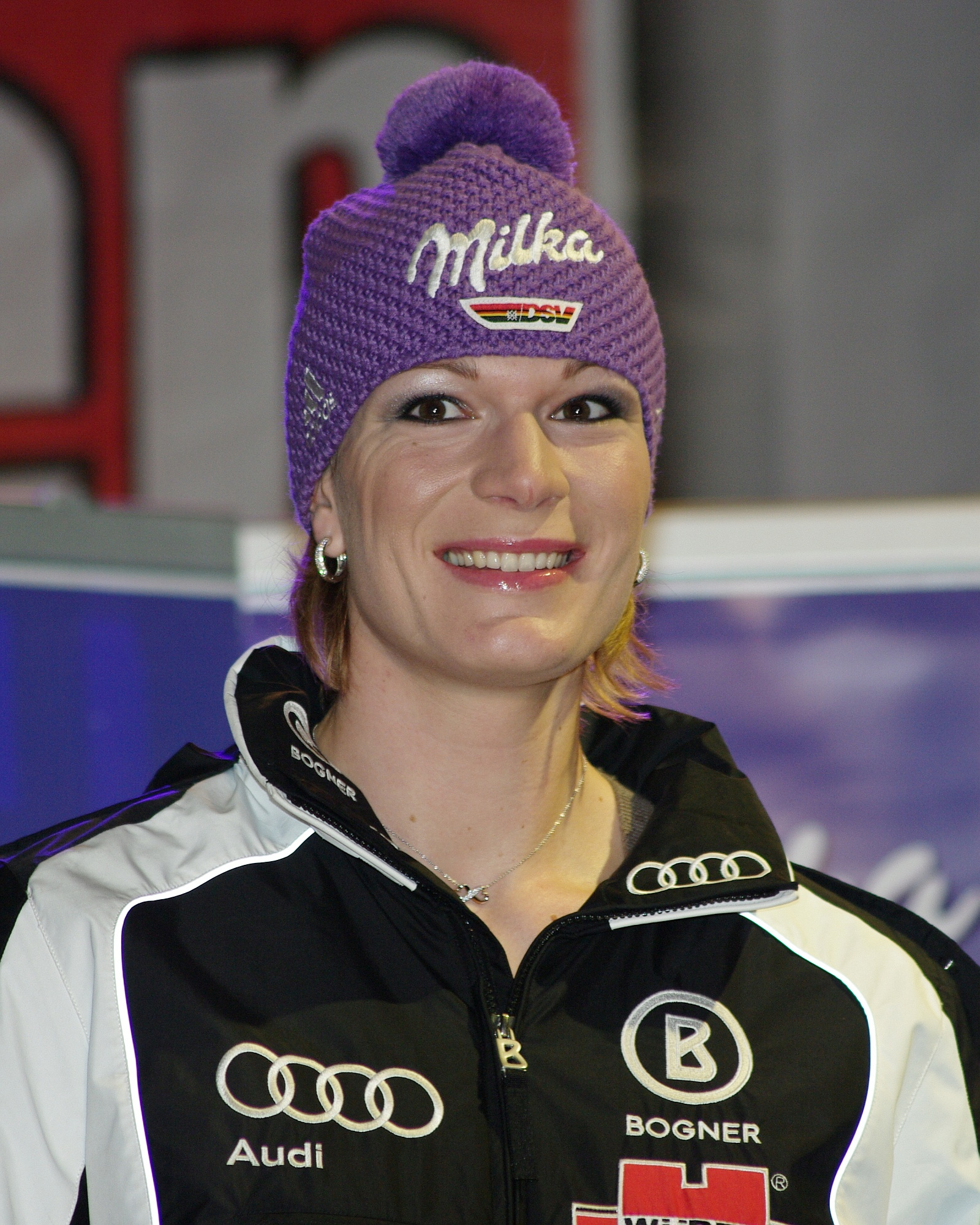
Maria Riesch nel 2011

| Pos. | Nome                | Nazione     | Punti |
| ---- | ------------------- | ----------- | ----- |
| 1    | Ivica Kostelić      | Croazia     | 1356  |
| 2    | Didier Cuche        | Svizzera    | 956   |
| 3    | Carlo Janka         | Svizzera    | 793   |
| 4    | Aksel Lund Svindal  | Norvegia    | 789   |
| 5    | Michael Walchhofer  | Austria     | 727   |
| 6    | Silvan Zurbriggen   | Svizzera    | 723   |
| 7    | Romed Baumann       | Austria     | 703   |
| 8    | Christof Innerhofer | Italia      | 644   |
| 9    | Ted Ligety          | Stati Uniti | 610   |
| 10   | Klaus Kröll         | Austria     | 579   |

#### Discesa libera
| Pos. | Nome               | Nazione  | Punti |
| ---- | ------------------ | -------- | ----- |
| 1    | Didier Cuche       | Svizzera | 510   |
| 2    | Michael Walchhofer | Austria  | 498   |
| 3    | Klaus Kröll        | Austria  | 411   |
| 4    | Silvan Zurbriggen  | Svizzera | 305   |
| 5    | Romed Baumann      | Austria  | 269   |

#### Supergigante
| Pos. | Nome               | Nazione  | Punti |
| ---- | ------------------ | -------- | ----- |
| 1    | Didier Cuche       | Svizzera | 291   |
| 2    | Georg Streitberger | Austria  | 227   |
| 3    | Ivica Kostelić     | Croazia  | 223   |
| 4    | Michael Walchhofer | Austria  | 214   |
| 5    | Hannes Reichelt    | Austria  | 207   |

#### Slalom gigante
| Pos. | Nome               | Nazione     | Punti |
| ---- | ------------------ | ----------- | ----- |
| 1    | Ted Ligety         | Stati Uniti | 383   |
| 2    | Aksel Lund Svindal | Norvegia    | 306   |
| 3    | Cyprien Richard    | Francia     | 303   |
| 4    | Kjetil Jansrud     | Norvegia    | 240   |
| 5    | Carlo Janka        | Svizzera    | 235   |

#### Slalom speciale
| Pos. | Nome                 | Nazione | Punti |
| ---- | -------------------- | ------- | ----- |
| 1    | Ivica Kostelić       | Croazia | 478   |
| 2    | Jean-Baptiste Grange | Francia | 442   |
| 3    | André Myhrer         | Svezia  | 423   |
| 4    | Mario Matt           | Austria | 407   |
| 5    | Marcel Hirscher      | Austria | 326   |

#### Combinata
| Pos. | Nome                | Nazione  | Punti |
| ---- | ------------------- | -------- | ----- |
| 1    | Ivica Kostelić      | Croazia  | 345   |
| 2    | Christof Innerhofer | Italia   | 219   |
| 3    | Kjetil Jansrud      | Norvegia | 145   |
| 4    | Silvan Zurbriggen   | Svizzera | 143   |
| 5    | Aksel Lund Svindal  | Norvegia | 120   |

#### Slalom parallelo
Nel 2011 fu anche stilata la classifica dello slalom parallelo, sebbene non venisse assegnato alcun trofeo al vincitore.
| Pos. | Nome               | Nazione     | Punti |
| ---- | ------------------ | ----------- | ----- |
| 1    | Ivica Kostelić     | Croazia     | 100   |
| 2    | Julien Lizeroux    | Francia     | 80    |
| 3    | Bode Miller        | Stati Uniti | 60    |
| 4    | Felix Neureuther   | Germania    | 50    |
| 5    | Romed Baumann      | Austria     | 30    |
| 5    | Reinfried Herbst   | Austria     | 30    |
| 5    | Benjamin Raich     | Austria     | 30    |
| 5    | Aksel Lund Svindal | Norvegia    | 30    |

## Donne

### Risultati
| Data             | Località              | Nazione     | Pista                  | Spec. | Prima                         | Seconda             | Terza             |
| ---------------- | --------------------- | ----------- | ---------------------- | ----- | ----------------------------- | ------------------- | ----------------- |
| 23 ottobre 2010  | Sölden                | Austria     | Rettenbach             | GS    | Viktoria Rebensburg           | Kathrin Hölzl       | Manuela Mölgg     |
| 13 novembre 2010 | Levi                  | Finlandia   | Levi Black             | SL    | Marlies Schild                | Maria Riesch        | Tanja Poutiainen  |
| 27 novembre 2010 | Aspen                 | Stati Uniti | Lower Ruthie's         | GS    | Tessa Worley                  | Viktoria Rebensburg | Kathrin Hölzl     |
| 28 novembre 2010 | Aspen                 | Stati Uniti | Lower Ruthie's         | SL    | Maria Pietilä Holmner         | Maria Riesch        | Tanja Poutiainen  |
| 3 dicembre 2010  | Lake Louise           | Canada      | Men’s Olympic Downhill | DH    | Maria Riesch                  | Lindsey Vonn        | Elisabeth Görgl   |
| 4 dicembre 2010  | Lake Louise           | Canada      | Men’s Olympic Downhill | DH    | Maria Riesch                  | Lindsey Vonn        | Dominique Gisin   |
| 5 dicembre 2010  | Lake Louise           | Canada      | Men’s Olympic Downhill | SG    | Lindsey Vonn                  | Maria Riesch        | Julia Mancuso     |
| 12 dicembre 2010 | Sankt Moritz          | Svizzera    | Corviglia/Suvretta     | GS    | Tessa Worley                  | Tanja Poutiainen    | Tina Maze         |
| 18 dicembre 2010 | Val-d'Isère           | Francia     | Oreiller-Killy         | DH    | Lindsey Vonn                  | Nadja Kamer         | Lara Gut          |
| 19 dicembre 2010 | Val-d'Isère           | Francia     | Oreiller-Killy         | SC    | Lindsey Vonn                  | Elisabeth Görgl     | Nicole Hosp       |
| 21 dicembre 2010 | Courchevel            | Francia     | Émile Allais           | SL    | Marlies Schild                | Tanja Poutiainen    | Tina Maze         |
| 28 dicembre 2010 | Semmering             | Austria     | Panorama               | GS    | Tessa Worley                  | Maria Riesch        | Kathrin Hölzl     |
| 29 dicembre 2010 | Semmering             | Austria     | Panorama               | SL    | Marlies Schild                | Maria Riesch        | Christina Geiger  |
| 2 gennaio 2011   | Monaco di Baviera     | Germania    | Olympiapark            | PR    | Maria Pietilä Holmner         | Tina Maze           | Elisabeth Görgl   |
| 4 gennaio 2011   | Zagabria Sljeme       | Croazia     | Crveni Spust           | SL    | Marlies Schild                | Maria Riesch        | Manuela Mölgg     |
| 8 gennaio 2011   | Altenmarkt Zauchensee | Austria     | Weltcupstrecke         | DH    | Lindsey Vonn                  | Anja Pärson         | Anna Fenninger    |
| 9 gennaio 2011   | Altenmarkt Zauchensee | Austria     | Weltcupstrecke         | SG    | Lara Gut                      | Lindsey Vonn        | Dominique Gisin   |
| 11 gennaio 2011  | Flachau               | Austria     | Griessenkar            | SL    | Tanja Poutiainen Maria Riesch |                     | Nastasia Noens    |
| 15 gennaio 2011  | Maribor               | Slovenia    | Pohorje                | GS    | annullata                     | annullata           | annullata         |
| 16 gennaio 2011  | Maribor               | Slovenia    | Radvanje               | SL    | annullata                     | annullata           | annullata         |
| 21 gennaio 2011  | Cortina d'Ampezzo     | Italia      | Olimpia delle Tofane   | SG    | Lindsey Vonn                  | Anja Pärson         | Anna Fenninger    |
| 22 gennaio 2011  | Cortina d'Ampezzo     | Italia      | Olimpia delle Tofane   | DH    | Maria Riesch                  | Julia Mancuso       | Lindsey Vonn      |
| 23 gennaio 2011  | Cortina d'Ampezzo     | Italia      | Olimpia delle Tofane   | SG    | Lindsey Vonn                  | Maria Riesch        | Lara Gut          |
| 30 gennaio 2011  | Sestriere             | Italia      | Kandahar Banchetta     | DH    | annullata                     | annullata           | annullata         |
| 4 febbraio 2011  | Zwiesel               | Germania    | Arber                  | SL    | Marlies Schild                | Veronika Zuzulová   | Tanja Poutiainen  |
| 6 febbraio 2011  | Zwiesel               | Germania    | Arber                  | GS    | Viktoria Rebensburg           | Federica Brignone   | Kathrin Zettel    |
| 25 febbraio 2011 | Åre                   | Svezia      | Olympia Gästrappet     | SC    | Maria Riesch                  | Tina Maze           | Elisabeth Görgl   |
| 26 febbraio 2011 | Åre                   | Svezia      | Olympia                | DH    | Lindsey Vonn                  | Tina Maze           | Maria Riesch      |
| 27 febbraio 2011 | Åre                   | Svezia      | Olympia                | SG    | Maria Riesch                  | Lindsey Vonn        | Julia Mancuso     |
| 4 marzo 2011     | Tarvisio              | Italia      | Di Prampero            | SC    | Tina Maze                     | Lindsey Vonn        | Maria Riesch      |
| 5 marzo 2011     | Tarvisio              | Italia      | Di Prampero            | DH    | Anja Pärson                   | Lindsey Vonn        | Elisabeth Görgl   |
| 6 marzo 2011     | Tarvisio              | Italia      | Di Prampero            | SG    | Lindsey Vonn                  | Julia Mancuso       | Maria Riesch      |
| 11 marzo 2011    | Špindlerův Mlýn       | Rep. Ceca   | Černá Svatý Petr       | GS    | Viktoria Rebensburg           | Denise Karbon       | Lindsey Vonn      |
| 12 marzo 2011    | Špindlerův Mlýn       | Rep. Ceca   | Černá Svatý Petr       | SL    | Marlies Schild                | Kathrin Zettel      | Tina Maze         |
| 16 marzo 2011    | Lenzerheide           | Svizzera    | Silvano Beltrametti    | DH    | Julia Mancuso                 | Lara Gut            | Elisabeth Görgl   |
| 17 marzo 2011    | Lenzerheide           | Svizzera    | Silvano Beltrametti    | SG    | annullata                     | annullata           | annullata         |
| 18 marzo 2011    | Lenzerheide           | Svizzera    | Silvano Beltrametti    | SL    | Tina Maze                     | Marlies Schild      | Veronika Zuzulová |
| 19 marzo 2011    | Lenzerheide           | Svizzera    | Silvano Beltrametti    | GS    | annullata                     | annullata           | annullata         |

Legenda:

DH = discesa libera

SG = supergigante

GS = slalom gigante

SL = slalom speciale

SC = supercombinata

PR = slalom parallelo

### Classifiche

#### Generale
| Pos. | Nome                | Nazione     | Punti |
| ---- | ------------------- | ----------- | ----- |
| 1    | Maria Riesch        | Germania    | 1728  |
| 2    | Lindsey Vonn        | Stati Uniti | 1725  |
| 3    | Tina Maze           | Slovenia    | 1139  |
| 4    | Elisabeth Görgl     | Austria     | 992   |
| 5    | Julia Mancuso       | Stati Uniti | 976   |
| 6    | Marlies Schild      | Austria     | 756   |
| 7    | Tanja Poutiainen    | Finlandia   | 751   |
| 8    | Anja Pärson         | Svezia      | 656   |
| 8    | Viktoria Rebensburg | Germania    | 656   |
| 10   | Lara Gut            | Svizzera    | 589   |

#### Discesa libera
| Pos. | Nome            | Nazione     | Punti |
| ---- | --------------- | ----------- | ----- |
| 1    | Lindsey Vonn    | Stati Uniti | 650   |
| 2    | Maria Riesch    | Germania    | 457   |
| 3    | Julia Mancuso   | Stati Uniti | 367   |
| 4    | Elisabeth Görgl | Austria     | 333   |
| 5    | Anja Pärson     | Svezia      | 295   |

#### Supergigante
| Pos. | Nome          | Nazione     | Punti |
| ---- | ------------- | ----------- | ----- |
| 1    | Lindsey Vonn  | Stati Uniti | 560   |
| 2    | Maria Riesch  | Germania    | 389   |
| 3    | Julia Mancuso | Stati Uniti | 315   |
| 4    | Lara Gut      | Svizzera    | 272   |
| 5    | Anja Pärson   | Svezia      | 182   |

#### Slalom gigante
| Pos. | Nome                | Nazione   | Punti |
| ---- | ------------------- | --------- | ----- |
| 1    | Viktoria Rebensburg | Germania  | 435   |
| 2    | Tessa Worley        | Francia   | 358   |
| 3    | Tanja Poutiainen    | Finlandia | 240   |
| 4    | Elisabeth Görgl     | Austria   | 236   |
| 5    | Federica Brignone   | Italia    | 212   |

#### Slalom speciale
| Pos. | Nome                  | Nazione    | Punti |
| ---- | --------------------- | ---------- | ----- |
| 1    | Marlies Schild        | Austria    | 680   |
| 2    | Tanja Poutiainen      | Finlandia  | 511   |
| 3    | Maria Riesch          | Germania   | 470   |
| 4    | Maria Pietilä Holmner | Svezia     | 382   |
| 5    | Veronika Zuzulová     | Slovacchia | 362   |

#### Combinata
| Pos. | Nome            | Nazione     | Punti |
| ---- | --------------- | ----------- | ----- |
| 1    | Lindsey Vonn    | Stati Uniti | 220   |
| 2    | Tina Maze       | Slovenia    | 212   |
| 3    | Maria Riesch    | Germania    | 205   |
| 4    | Elisabeth Görgl | Austria     | 185   |
| 5    | Nicole Hosp     | Austria     | 112   |

#### Slalom parallelo
Nel 2011 fu anche stilata la classifica dello slalom parallelo, sebbene non venisse assegnato alcun trofeo alla vincitrice.
| Pos. | Nome                  | Nazione     | Punti |
| ---- | --------------------- | ----------- | ----- |
| 1    | Maria Pietilä Holmner | Svezia      | 100   |
| 2    | Tina Maze             | Slovenia    | 80    |
| 3    | Elisabeth Görgl       | Austria     | 60    |
| 4    | Daniela Merighetti    | Italia      | 50    |
| 5    | Anna Fenninger        | Austria     | 30    |
| 5    | Fabienne Suter        | Svizzera    | 30    |
| 5    | Lindsey Vonn          | Stati Uniti | 30    |
| 5    | Tessa Worley          | Francia     | 30    |

## Coppa delle Nazioni

### Risultati
| Data          | Località    | Nazione  | Pista               | Prima                                                                                                  | Seconda                                                                                                 | Terza |
| ------------- | ----------- | -------- | ------------------- | --- | --- | --- |
| 20 marzo 2011 | Lenzerheide | Svizzera | Silvano Beltrametti | Germania Viktoria Rebensburg Maria Riesch Susanne Riesch Fritz Dopfer Stephan Keppler Felix Neureuther | Italia Federica Brignone Giulia Gianesini Denise Karbon Cristian Deville Manfred Mölgg Giuliano Razzoli | Austria Anna Fenninger Elisabeth Görgl Michaela Kirchgasser Romed Baumann Hannes Reichelt Philipp Schörghofer |

### Classifiche
Le classifiche della Coppa delle Nazioni vengono stilate sommando i punti ottenuti da ogni atleta in ogni gara individuale e quelli assegnati nella gara a squadre.

#### Generale
| Pos. | Nazione     | Punti |
| ---- | ----------- | ----- |
| 1    | Austria     | 10644 |
| 2    | Svizzera    | 6576  |
| 3    | Italia      | 5488  |
| 4    | Francia     | 5119  |
| 5    | Stati Uniti | 4931  |

#### Uomini
| Pos. | Nazione  | Punti |
| ---- | -------- | ----- |
| 1    | Austria  | 5804  |
| 2    | Svizzera | 4264  |
| 3    | Italia   | 3196  |
| 4    | Francia  | 3066  |
| 5    | Svezia   | 1708  |

#### Donne
| Pos. | Nazione     | Punti |
| ---- | ----------- | ----- |
| 1    | Austria     | 4840  |
| 2    | Germania    | 3680  |
| 3    | Stati Uniti | 3436  |
| 4    | Svizzera    | 2312  |
| 5    | Italia      | 2292  |